# David Craik
David James Craik ist ein australischer Chemiker (Peptid-Chemie) und Pharmakologe.
Craik studierte an der  La Trobe University in Melbourne und promovierte dort in organischer Chemie. Als Post-Doktorand war er an der Florida State University und Syracuse University und 1983 wurde er Lecturer am Victorian College of Pharmacy, an der er 1988 Professor für medizinische Chemie wurde. Ab 1995 war er Professor an der University of Queensland, wo er ein biomolekulares NMR-Labor aufbaute. Er ist Australian Research Council Laureate Fellow.
Er entdeckte die Cyclotid-Familie zirkulärer Proteine und charakterisierte zahlreiche Tiergifte, darunter Gifte von Kegelschnecken. Cyclotide entdeckte er, als er die Wirkstoffe von Oldenlandia affinis untersuchte, die afrikanische Frauen als Tee zur Geburtshilfe nutzen. Neben der kreisförmigen Struktur sind sie durch Disulfid-Brücken stabilisiert (darunter ein Cystin-Knoten). Sie dienen den Pflanzen als natürliche, sehr stabile Insektizide. Er entdeckte und charakterisierte daraufhin auch weitere zirkuläre Proteine und Peptide von Bakterien, Tieren und Pflanzen (wie Theta-Defensine und das Lasso-förmige Peptid Microcin J25 aus Bakterien). Er entwickelte auch künstlich zyklisierte Peptide, darunter eines, das oral aktiv ist und rund hundertmal wirkungsvoller als die bis dato besten klinisch verwendeten Mittel gegen neuropathische Schmerzen.
2011 erhielt er den Ralph F. Hirschmann Award in Peptide Chemistry, 2014 den GlaxoSmithKline Award for Research Excellence und die Ramaciotti-Medaille für biomedizinische Forschung, 2015 den  Vincent du Vigneaud Award und 2012 den Josef Rudinger Memorial Award. Er ist Mitglied der Australian Academy of Science, ist Ehrendoktor der Universität Kalmar und Ehrenprofessor an der Jinan Universität in Hangzhou. Er ist Fellow der Royal Society.

## Schriften (Auswahl)
Außer die in den Fußnoten zitierten Arbeiten.
- mit P. R. Andrews, J. L. Martin: Functional group contributions to drug-receptor interactions, Journal of Medicinal Chemistry, Band 27, 1984, S. 1648–1657
- als Herausgeber: NMR in Drug Design, Advances in Analytical Biotechnology, CRC Press 1996
- mit M. Coles, W. Bicknell, A. A. Watson, D. P. Fairlie: Solution Structure of Amyloid β-Peptide(1−40) in a Water−Micelle Environment. Is the Membrane-Spanning Domain Where We Think It Is ?, Biochemistry, Band 37, 1998, S. 11064–11077
- mit N. L. Daly, T. Bond, C. Waine: Plant cyclotides: A unique family of cyclic and knotted proteins that defines the cyclic cystine knot structural motif, Journal of Molecular Biology, Band 294, 1999, S. 1327
- mit C. Jennings, J. West, C. Waine, M. Anderson: Biosynthesis and insecticidal properties of plant cyclotides: the cyclic knotted proteins from Oldenlandia affinis, Proc. Nat. Acad. Sci. USA, Band 98, 2001, S. 10614–10619
- mit N. L. Daly, C. Waine: The cystine knot motif in toxins and implications for drug design, Toxicon, Band 39, 2001, S. 43–60
- mit M. Trabi: Circular proteins—no end in sight, Trends in Biochemical Sciences, Band 27, 2002, S. 132–138
- mit K. J. Rosengren, N. L. Daly, M. R. Plan, C. Waine: Twists, knots, and rings in proteins: structural definition of the cyclotide framework, Journal of Biological Chemistry, Band 278, 2003, S. 8606–8616
- mit M. L. Colgrave: Thermal, chemical, and enzymatic stability of the cyclotide kalata B1: the importance of the cyclic cystine knot, Biochemistry, Band 43, 2004, S. 5965–5975
- Seamless proteins tie up their loose ends, Science, Band 311, 2006, S. 1563–1564
- mit P. K. Pallaghy, R. S. Norton, K. J. Nielsen: A common structural motif incorporating a cystine knot and a triple-stranded β-sheet in toxic and inhibitory polypeptides, Protein Science, Band 3, 2008, S. 1833–1839
- mit D. P. Fairlie, S. Liras, D. Price: The future of peptide-based drugs, Chemical Biology & Drug Design, Band 81, 2013, S. 136–147
- mit Anne C. Conibear: The chemistry of cyclotides, Journal of Organic Chemistry, Band 76, 2011, S. 4805–4817
- Protein folding: Turbo-charged crosslinking, Nature Chemistry, Band 4, 2012, S.  600–602.
- mit P. G. Arnison u. a.:Ribosomally synthesized and post-translationally modified peptide natural products: overview and recommendations for a universal nomenclature, Natural Product Reports, Band 30, 2013, S. 108–160
- Plant Cyclotides, Advances in Botanical Research 76, Academic Press 2015
- Overview on the discovery and applications of cyclotides, in: D. J. Craik (Hrsg.), Advances in Botanical Research, Academic Press 2015, S. 1–13